# Кубок чемпіонів Іспанії з футболу 1940
Кубок чемпіонів Іспанії з футболу 1940 — 1-й неофіційний розіграш турніру, який став попередником Суперкубка Іспанії з футболу. Матчі відбулись 8 і 15 вересня 1940 року між чемпіоном Іспанії клубом Атлетіко Авіасьон де Мадрид та володарем кубка Іспанії клубом Еспаньйол.

## Матчі

### Перший матч
| 8 вересня 1940 |

| Еспаньйол                 | 3:3      | Атлетіко Авіасьон де Мадрид |
| ------------------------- | -------- | --------------------------- |
| Мартінес 11', 66' Мас 43' | Протокол | Муньйос 27', 33' Кампос 75' |

| Саррія, Барселона Арбітр: Лоренсо Торрес |

| Тренер:          |
| Патрісіо Кайседо |

| В              |  | Гільєрмо Родрігес   |
| З              |  | Хосе Меса           |
| З              |  | Хосе Кобо           |
| ПЗ             |  | Рамон Габілондо     |
| ПЗ             |  | Герман Гомес        |
| ПЗ             |  | Франсіско Мачін     |
| Н              |  | Енріке Рубіо        |
| Н              |  | Франсіско Аренсібія |
| Н              |  | Муньйос             |
| Н              |  | Пако Кампос         |
| Н              |  | Хуан Васкес         |
| Тренер:        |  |                     |
| Рікардо Самора |  |                     |

### Повторний матч
| 15 вересня 1940 |

| Атлетіко Авіасьон де Мадрид | 7:1      | Еспаньйол |
| --------------------------- | -------- | --------- |
| Пруден Кампос Аренсібія     | Протокол | Мартінес  |

| Кампо де Футбол де Вальєкас, Мадрид Арбітр: Лоренсо Торрес |

| В              |  | Гільєрмо Родрігес   |
| З              |  | Хосе Меса           |
| З              |  | Хосе Кобо           |
| ПЗ             |  | Луїс Уркірі         |
| ПЗ             |  | Хуан Ескудеро       |
| ПЗ             |  | Герман Гомес        |
| Н              |  | Енріке Рубіо        |
| Н              |  | Франсіско Аренсібія |
| Н              |  | Пруден              |
| Н              |  | Пако Кампос         |
| Н              |  | Хуан Васкес         |
| Тренер:        |  |                     |
| Рікардо Самора |  |                     |

| Тренер:          |
| Патрісіо Кайседо |